# Clean Bandit
Clean Bandit este o formație engleză de muzică electronică înființată în Cambridge, Anglia, în anul 2009.

## Membri
- Jack Patterson – chitara bass, claviatură, vocal și pian
- Luke Patterson – tobe, percuție
- Grace Chatto – violoncel, percuție, vocal
- Neil Amin-Smith – vioară, pian

## Discografie
- New Eyes (2014)

## Premii și nominalizări
| An   | Premii                 | Categorie                   | Piesa          | Rezultat     |
| ---- | ---------------------- | --------------------------- | -------------- | ------------ |
| 2014 | BBC Music Awards       | Song of the Year            | "Rather Be"    | Nominalizare |
| 2015 | Brit Awards            | British Group               | "Clean Bandit" | Nominalizare |
| 2015 | Brit Awards            | British Single of the Year  | "Rather Be"    | Nominalizare |
| 2015 | Grammy Awards          | Best Dance Recording        | "Rather Be"    | Câștigat     |
| 2015 | Billboard Music Awards | Top Dance/Electronic Artist | "Clean Bandit" | Nominalizare |
| 2015 | Billboard Music Awards | Top Dance/Electronic Song   | "Rather Be"    | Nominalizare |